# جو بال (بازیکن فوتبال)
جو بال (انگلیسی: Joe Ball; ۴ آوریل ۱۹۳۱ – ۴ دسامبر ۱۹۷۴) بازیکن فوتبال اهل بریتانیا بود.
از باشگاه‌هایی که در آن بازی کرده‌است می‌توان به باشگاه فوتبال ایپسویچ تاون اشاره کرد.